# Iodure d'hydrogène
Cet article concerne le gaz iodure d'hydrogène. Pour des informations concernant l'iodure d'hydrogène en solution, voir acide iodhydrique.
L'iodure d'hydrogène (ou gaz iodhydrique) est un gaz incolore dans les conditions normales, fumant à l'air humide, doué d'une odeur suffocante et d'une saveur acide. Il peut être facilement liquéfié ou solidifié. Sous sa forme solide, il a l'aspect d'une matière cristalline incolore, crevassée et de consistance neigeuse. Sous sa forme liquide, il est incolore quand il est pur mais la lumière en réagissant produit un peu d'iode qui le colore en violet ou en brun lorsqu'il contient de l'eau.

## Propriétés physico-chimiques
La molécule d'iodure d’hydrogène HI est une molécule diatomique constituée d’un atome d’hydrogène H et d'un atome d'iode I, liés par une liaison simple. L'iode étant  plus électronégatif que l’hydrogène, la liaison est polarisée. En conséquence, la molécule porte un moment dipolaire, avec une charge partielle négative δ- portée par l’atome d'iode et une charge partielle positive δ+ portée par l’atome d’hydrogène. L'iodure d’hydrogène est donc une molécule polaire. Elle est très soluble dans l’eau et dans les solvants polaires.

## Production et synthèse
La préparation industrielle de l'iodure d'hydrogène s'effectue grâce à la réaction entre le diiode et l'hydrazine, en produisant aussi du diazote. 
2 I2  +  N2H4  →  4 HI  +  N2
HI peut aussi être produit en combinant du dihydrogène et du diiode pour obtenir un produit de très haute pureté.
H2 + I2 → 2 HI